# Råbe under vand
Råbe under Vand er den første single fra hiphop gruppen Selvmord, og den er taget fra gruppens debutalbum. Det er også gruppens bedst kendte sang indtil videre. Den blev udgivet den 28. september 2009, som en MP3 download fil. 
"Råbe under Vand" lå 2 uger på single-hitlisten, hvor den toppede som #1.

## Hitlisteplacering
| Hitliste (2009) | Højeste placering |
| --------------- | ----------------- |
| Tracklisten     | 1                 |